# Paul Mus
Paul Mus (1902 - 1969) fue un escritor y erudito francés. Sus estudios se centraron en Vietnam y en otras culturas del Sudeste Asiático.

## Biografía
Nacido en Bourges en una familia académica, creció en el norte de Vietnam (Tonkín). Se ofreció como voluntario en las Fuerzas Francesas Libres durante la Segunda Guerra Mundial en África. Se entrenó con comandos británicos en Ceilán en 1944-1945.
El 2 de septiembre de 1945 estuvo con el General Philippe Leclerc de Hauteclocque en el USS Missouri para recibir la rendición japonesa a Francia y posteriormente se desempeñó como su asesor político cuando Francia volvió a Indochina y comenzó la reconquista colonial. Más tarde desempeñó el cargo de profesor en la Universidad Yale. Ha escrito extensamente sobre budismo y lingüística comparativa. Estuvo profundamente afectado por la muerte de su hijo Émile Mus en 1961 durante la guerra de Argelia.
Fue entrevistado en el documental de 1968 In the Year of the Pig.